# كريس موريس
كريس موريس (بالإنجليزية: Chris Morris)‏ ، من مواليد 24 ديسمبر 1963 ، لاعب كرة قدم إيرلندي سابق.
لعب مع منتخب إيرلندا لكرة القدم.

## مسيرته الكروية
لعب كريس موريس خلال مسيرته الاحترافية مع 3 أندية في ستة عشر موسمًا وسجل خلالها 13 هدفًا ضمن 318 مباراة. حيث فاز في موسمين بالكأس وفي موسم واحد بالدوري.
خاض كريس موريس مسيرته مع نادي شيفيلد وينزداي في موسم 1982–83 ليلعب معه خمسة مواسم، مشاركًا في 74 مباراة سجل خلالها هدفًا واحدًا. ثم انتقل إلى نادي سلتيك في موسم 1987–88 ليلعب معه ستة مواسم، حيث شارك في 162 مباراة سجل خلالها 9 أهداف. لينتقل بعدها إلى نادي ميدلزبره في موسم 1992–93 ليلعب معه خمسة مواسم، مشاركًا في 82 مباراة سجل خلالها 3 أهداف.

## روابط خارجية
- كريس موريس على موقع الاتحاد الدولي (مؤرشف)  (الإنجليزية)
- كريس موريس على موقع قاعدة بيانات كرة القدم.إي يو (الإنجليزية)
- كريس موريس على موقع ناشيونال فوتبول تيمز (الإنجليزية)
- كريس موريس على موقع Soccerbase.com (لاعب) (الإنجليزية)
- كريس موريس على موقع عالم كرة القدم.نت (الإنجليزية)